# Mario Pescante
Mario Pescante (né le 7 juillet 1938 à Avezzano) est un homme politique, dirigeant sportif et homme d'affaires italien.
De 1993 à 1998, il est président du Comité olympique national italien (CONI). Il est membre, de 1994 à 2018, et vice-président, de 2009 à 2012, du Comité international olympique.